# 米露開戦
『米露開戦』（べいろかいせん、原題：Command Authority）は、 アメリカ合衆国の小説家トム・クランシーとマーク・グリーニー共著の軍事小説。2013年に死去したクランシーの遺作となった。偉大なロシアを取り戻すべく、ウクライナに侵攻するロシア軍とNATO軍の戦闘、偽旗作戦やスパイ工作が描かれる。クランシー死去の翌2014年には、作中にも描かれるロシアのクリミア侵攻が、2022年にはロシアのウクライナ侵攻が現実のものとなった。

## 概要
2013年12月3日に出版された軍事・テクノスリラー小説。2013年10月1日に死去したトム・クランシーの遺作となった。日本では新潮文庫より2014年12月に出版された。前作の『米中開戦』を経て、本作ではアメリカ合衆国大統領のジャック・ライアンと、「ザ・キャンパス」のメンバーが、ロシアの大統領ヴォローデンらとの対決を迫られる模様が描かれている。ヴォローデンは、実在のロシアの大統領ウラジーミル・プーチンを彷彿とさせるキャラクターとなっている。本作は発表時、ニューヨーク・タイムズのベストセラー第1位を獲得した。

## あらすじ
旧KGB（ソ連国家保安委員会）将校出身のヴァレリ・ヴォローデンがロシア連邦大統領になる。公然とアメリカを非難するヴォローデンは、密かにFSB（ロシア連邦保安庁）に、ウクライナ侵攻を正当化するための偽旗作戦を命じ、SVR（ロシア対外情報庁）の長官を暗殺させる。前SVR長官のセルゲイ・ゴロフコは、旧友であるアメリカ合衆国大統領ジャック・ライアンをホワイトハウスに訪ねている最中に、ポロニウム中毒によって倒れる。ヴォローデンは一連の事件をアメリカによるものだとして糾弾し、SVRをFSBに統合することを宣言した。その新長官には謎の多い人物、ロマン・タラノフが就任する。
ウクライナの都市セヴァストポリでは、CIA（中央情報局）の通信基地が、FSBの工作により親ロシア派武装勢力の攻撃を受ける。ザ・キャンパスの工作員、ジョン・クラーク、ドミンゴ・シャベス、ドミニク・カルーソーらは、時同じくして、ロシアの犯罪組織「七巨人」の情報を集めるためにウクライナの首都キエフに赴いていた。クラークらはCIAからの要請を受け、セヴァストポリに援軍として駆けつけるが、そこでデルタフォースと親ロシア派武装勢力の激しい戦闘に巻き込まれる。さらにヴォローデンはウクライナに軍事侵攻する決定を下し、戦闘は局地戦からNATO軍対ロシア軍の全面戦争に突入する。首都キエフ侵攻を狙うロシア軍を阻止するべく、ライアンは少数の米軍を派兵する。
その頃ライアン・ジュニアは、ロシアの狙いを探るべくスイスに赴くが、そこでヴォローデンやタラノフなど旧KGB将校らの正体・陰謀を知ることになる。ジュニアからの情報を得たライアンは、ヴォローデンに一本の電話をかける。

## 登場人物

### アメリカ合衆国
- ジャック・ライアン - アメリカ合衆国大統領。シリーズの主人公。CIA（中央情報局）の情報分析官・長官を経て大統領に再選された。
- ライアン・ジュニア - ジャック・ライアンの息子。ザ・キャンパスの情報分析官。

### ザ・キャンパス
- ジョン・クラーク - シリーズお馴染みの工作員。ライアンとは『いま、そこにある危機』依頼の旧知の仲。元Navy SEALs。
- ドミンゴ・シャべス - シリーズお馴染みの工作員。クラークと共にライアンとは『今そこにある危機』依頼の旧知の仲。狙撃手。

### ロシア連邦
- ヴァレリ・ヴォローデン - ロシア連邦大統領。旧KGB出身。ソ連時代の栄光をとりもどそうとウクライナにロシア軍を侵攻させる。
- ロマン・タラノフ - ヴォローデンの側近。FSB（ロシア連邦保安庁）とSVR（ロシア対外情報庁）の統合後、長官となる。
- セルゲイ・ゴロフコ - 前SVR長官。ライアンとは『クレムリンの枢機卿』依頼の旧知の中であったが、放射性物質ポロニウムを盛られる。

## 書誌情報
- Tom Clancy『Command Authority (A Jack Ryan Novel)』 Berkley - 2013年12月3日発売[1]、ISBN 0425158632、ISBN 978-0425158630[5]
- トム・クランシー『米露開戦』新潮社〈新潮文庫〉全4巻
  1. 2014年12月22日発売[2]、ISBN 4102472576、ISBN 978-4102472576
  2. 2014年12月22日発売[6]、ISBN 4102472584、ISBN 978-4102472583
  3. 2015年1月28日発売[7]、ISBN 4102472592、ISBN 978-4102472590
  4. 2015年1月28日発売[8]、ISBN 4102472606、ISBN 978-4102472606